# Civita di Bagnoregio

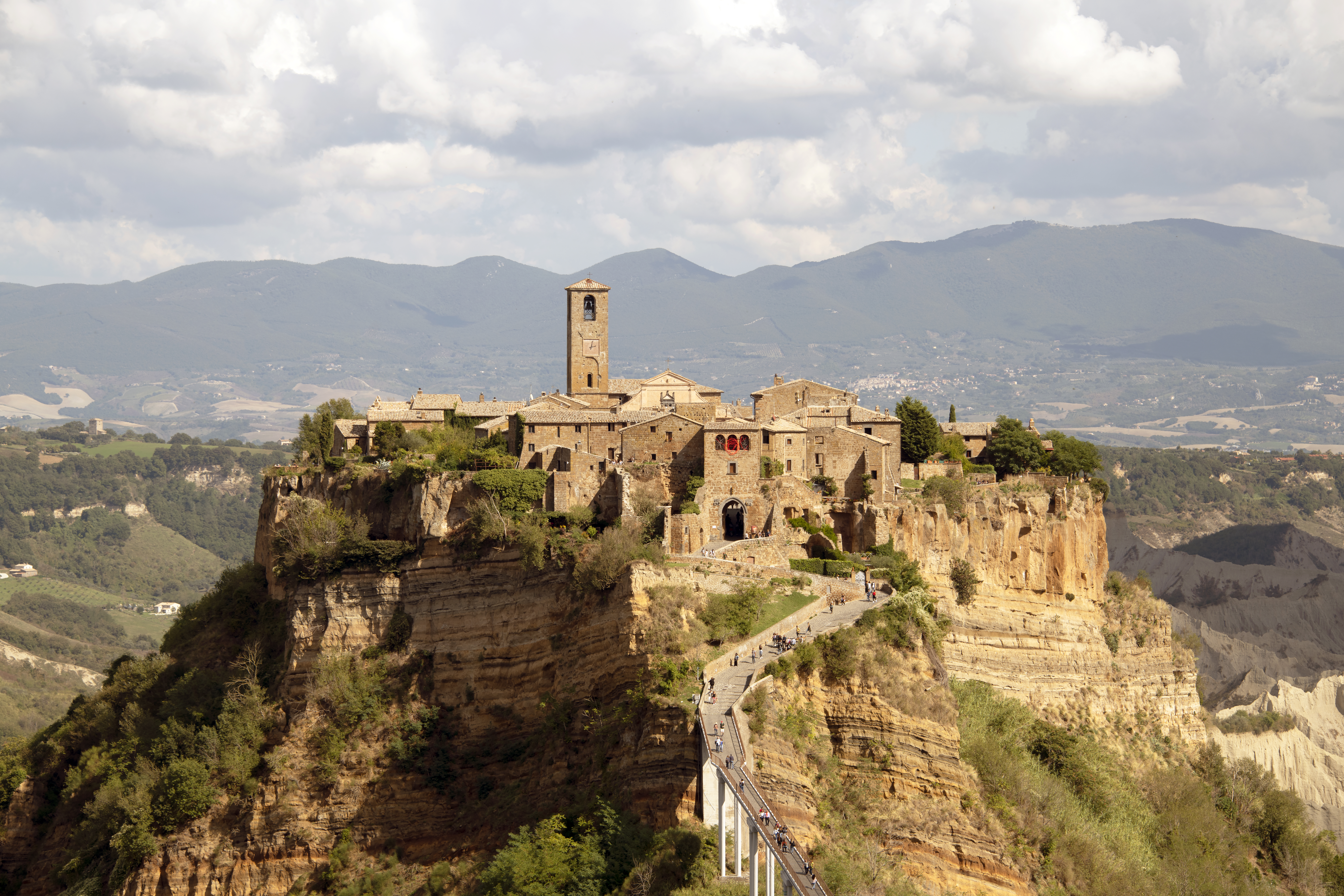
Cidade de Bagnoregio

Civita di Bagnoregio é uma vila periférica da comuna italiana de Bagnoregio, na província de Viterbo, no centro da Itália. Fica 1 quilômetro (0,6 mi) a leste da cidade de Bagnoregio e cerca de 120 quilômetros (75 mi) ao norte de Roma. O único acesso é uma passarela a partir da cidade vizinha, com pedágio introduzido em 2013. Devido ao pedágio, os impostos comunitários foram abolidos em Civita e nas proximidades de Bagnoregio. Devido à sua fundação instável que frequentemente sofre erosão, Civita é conhecida como “a cidade moribunda”. É membro da associação I Borghi più belli d'Italia ("As mais belas aldeias da Itália").

## História
Civita di Bagnoregio foi fundada pelos etruscos há mais de 2.500 anos. Antigamente existiam cinco portas de acesso à antiga vila de Civita, hoje em dia a Porta Santa Maria (também conhecida como Porta Cava) é a principal porta de entrada da cidade. Também é possível entrar na cidade de Civita pelo vale do ermo através de um túnel escavado na rocha.
O traçado de toda a vila é de origem etrusca, baseado num sistema viário ortogonal cardo e decumanus de acordo com o uso etrusco e romano, enquanto todo o revestimento arquitetónico é de origem medieval e renascentista.
Existem numerosos vestígios da civilização etrusca em Civita, especialmente na área de San Francesco Vecchio: uma pequena necrópole etrusca foi encontrada na falésia localizada na área abaixo do Belvedere di San Francesco Vecchio. A caverna de São Boaventura (onde se diz que São Francisco curou o pequeno Giovanni Fidanza, que mais tarde se tornou São Boaventura) é também uma tumba de câmara etrusca.

O único acesso é uma passarela a partir da localidade vizinha, com uma portagem de 1,50 € introduzida em 2013 e aumentada em agosto de 2017 para 3 € durante a semana e 5 € aos domingos e feriados. Civita teve 40.000 visitantes em 2010 e foi estimada em atrair 850.000 visitantes em 2017. Devido ao pedágio, os impostos comunais foram abolidos em Civita e nas proximidades de Bagnoregio, tornando Bagnoregio a única cidade na Itália sem impostos comunais.

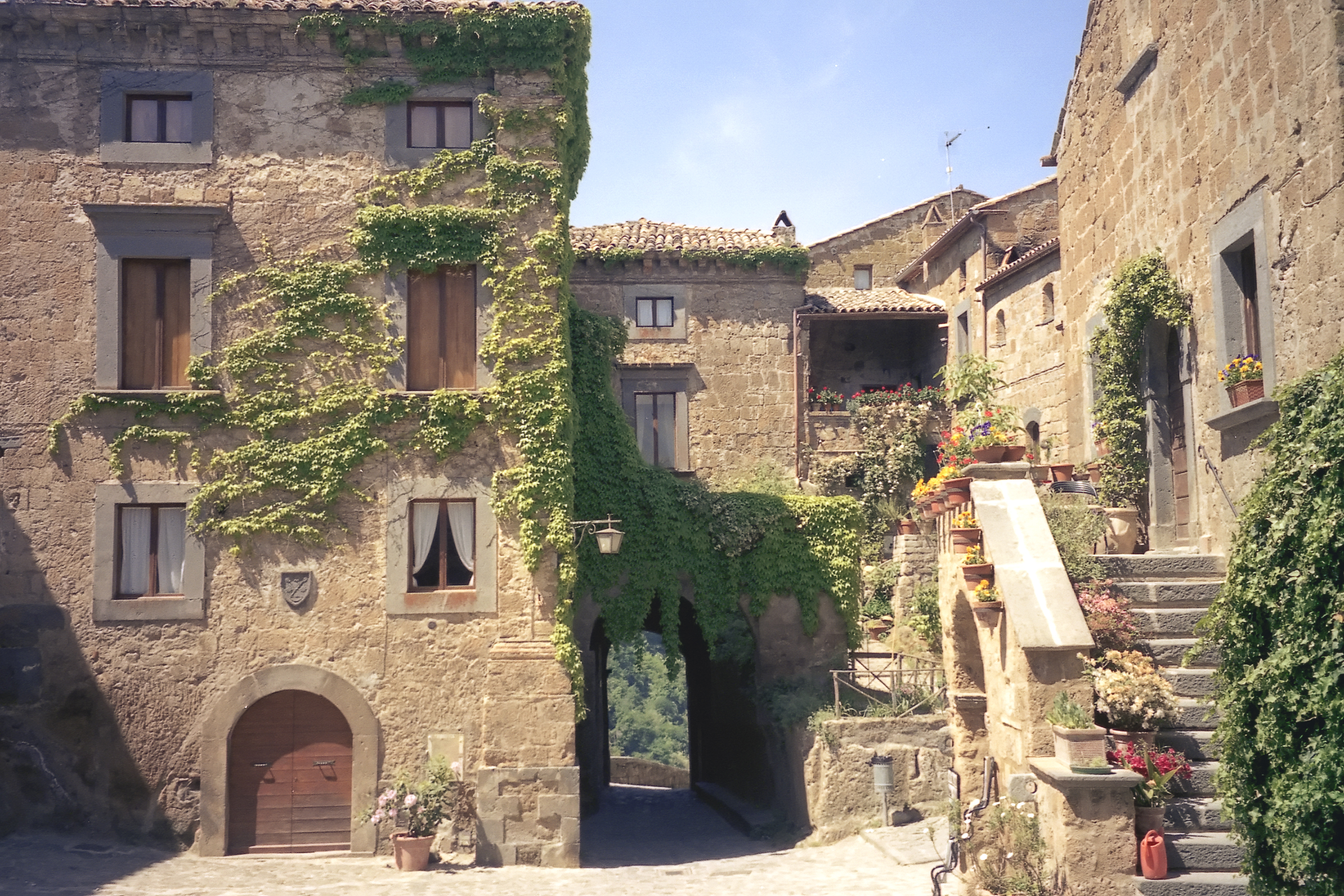

## Território
Civita está situada no vale dos ermos (Valle dei Calanchi), região a leste do Lago Bolsena e a oeste do Vale do Tibre, no município de Bagnoregio. É composto por dois vales principais: o Fossato del Rio Torbido e o Fossato del Rio Chiaro. Originalmente, estes locais poderiam ter sido mais fáceis de alcançar e eram atravessados por uma antiga estrada que ligava o Vale do Tibre ao Lago Bolsena.

A morfologia desta região foi causada por erosão e deslizamentos de terra. O território é constituído por duas formações rochosas distintas, distintas em cronologia e constituição. A formação mais antiga é a do barro; vem do mar e forma a camada de base particularmente sujeita à erosão. As camadas superiores são compostas de tufo e lava. A rápida erosão se deve aos córregos, aos agentes atmosféricos mas também ao desmatamento.

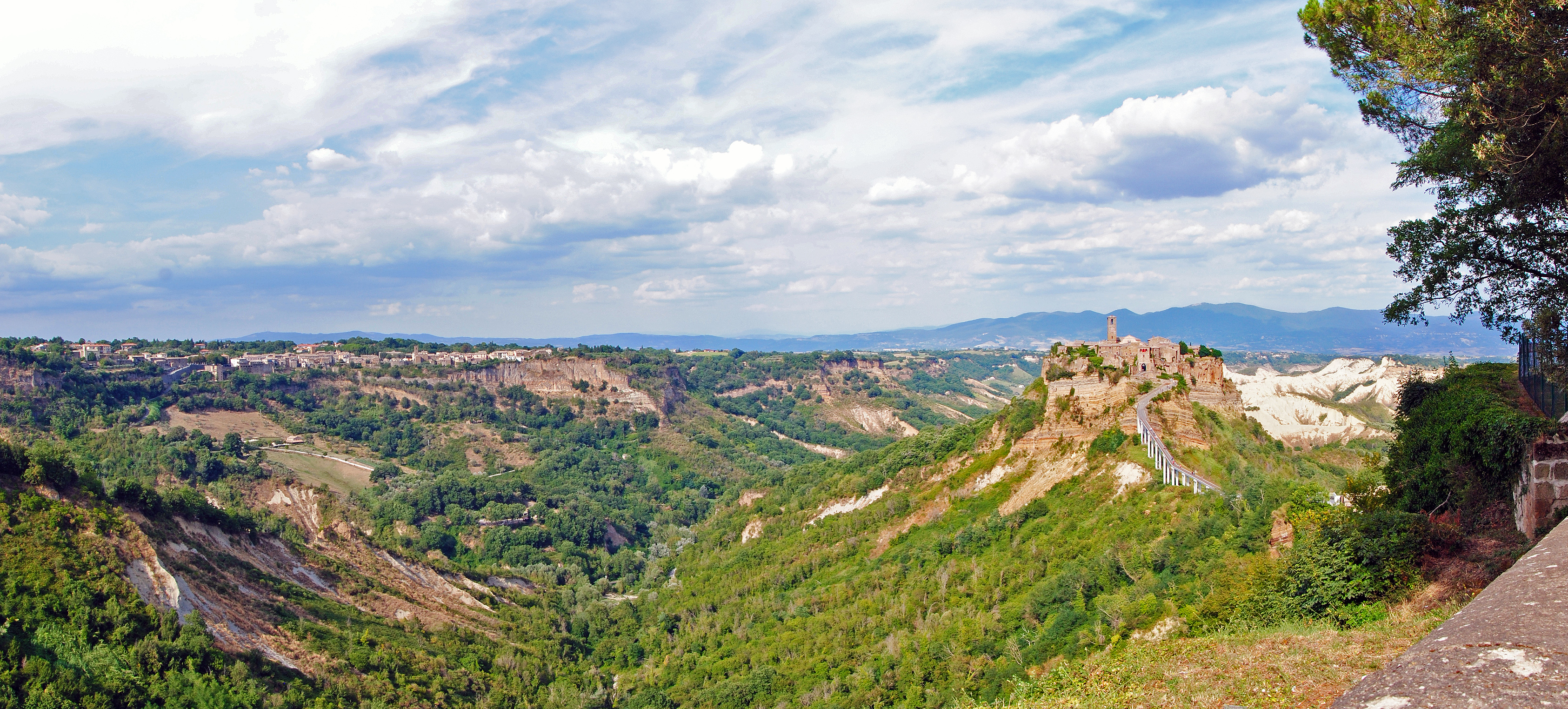
Panorama de Civita di Bagnoregio com vista para o "Valle dei Calanchi".

Civita, que é habitada por apenas 16 pessoas, está situada numa zona isolada e só é acessível através de uma ponte pedonal de betão armado construída em 1995. A ponte é geralmente restrita a pedestres, mas para atender às exigências dos moradores e trabalhadores a Prefeitura de Bagnoregio divulgou um comunicado informando que essas pessoas poderão atravessar a ponte de bicicleta ou de motocicleta em determinados horários. A razão do seu isolamento é a erosão progressiva da colina e do vale próximo que cria as terras áridas; este processo ainda está em curso e existe o perigo de a aldeia desaparecer. É por isso que Civita também é conhecida como “A Cidade Moribunda”.

## Localização

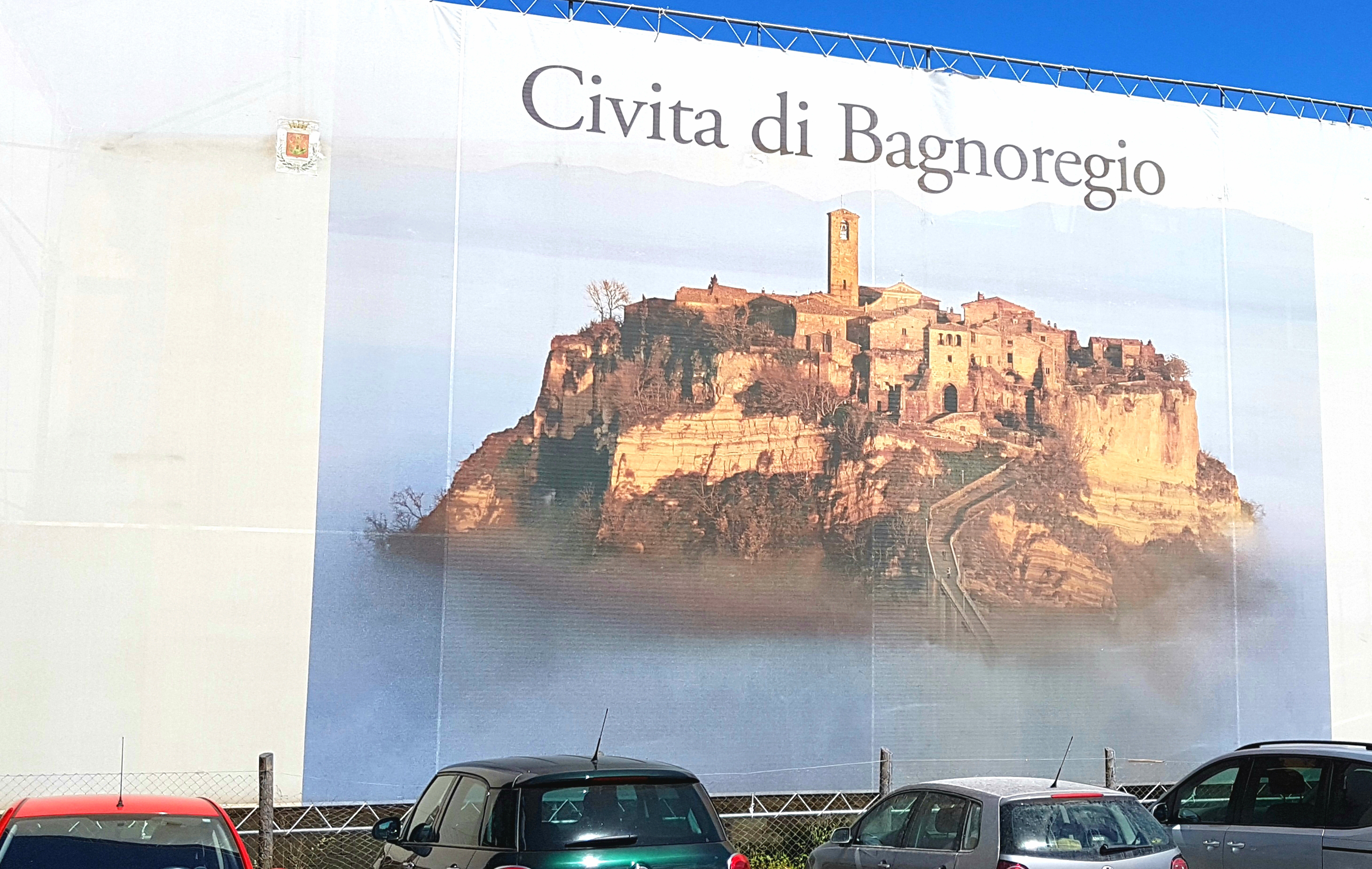
Outdoor no estacionamento turístico, Civita di Bagnoregio.

A cidade é conhecida pela sua posição impressionante no topo de um planalto de tufo vulcânico friável com vista para o vale do rio Tibre. Está em constante perigo de destruição à medida que as bordas do planalto desabam devido à erosão, deixando os edifícios desmoronarem à medida que o seu suporte subjacente cai. Desde 2004, havia planos para reforçar o planalto com barras de aço para evitar maiores danos geológicos.

### Arquitetura
A cidade também é muito admirada por sua arquitetura que abrange centenas de anos. Civita di Bagnoregio deve muito de sua condição inalterada ao seu relativo isolamento; a cidade foi capaz de resistir à maioria das intrusões da modernidade, bem como à destruição trazida por duas guerras mundiais. A população hoje é de 11 pessoas, mas devido à boa quantidade de pousadas a vila fica movimentada nos meses de verão.
A cidade foi colocada na lista de observação dos 100 locais mais ameaçados do World Monuments Fund de 2006, devido às ameaças que enfrenta devido à erosão e ao turismo não regulamentado. 

## Cultura
Na Sexta-feira Santa, o Santo Crucifixo é colocado sobre um caixão na igreja de San Donato para ser transportado na centenária "Processione del Venerdì Santo di Bagnoregio" ("Procissão da Sexta-feira Santa de Bagnoregio"). A lenda narra que durante uma epidemia de peste, que em 1449 atingiu todo o território ao redor de Bagnoregio, a cruz conversou com uma mulher piedosa, que todos os dias ia diante da venerada imagem pedindo com suas orações o fim daquela agonia. Um dia, enquanto a mulher orava a Cristo, ouviu uma voz que a tranquilizou, dizendo que o Senhor havia atendido suas orações e que a peste iria acabar. E de fato, depois de alguns dias, a peste acabou, ao mesmo tempo que a morte da piedosa mulher.
Eventos
- Na época do Natal acontece um presépio; as histórias de Maria e José se passam nas ruas medievais.
- No primeiro domingo de junho e no segundo de setembro, na praça principal, é preparado o secular Palio della Tonna (“tonda” no dialeto local). Neste palio (corrida de cavalos) os bairros de Civita desafiam-se nas costas de burros, apoiados por alegres habitantes.
- No primeiro domingo de junho acontece a primeira festa, chamada Maria SS. Libertadora.
- Na última semana de julho e primeira de agosto acontece o Festival Tuscia in Jazz com concertos, seminários e jam session.[4]
- No segundo domingo de setembro acontece a segunda festa, chamada SS. Crocifisso.

Cinema e televisão
- Entre os diversos filmes rodados em Civita: Os Dois Coronéis (1962), dirigido por Stefano Vanzina; o episódio Il prete do filme Let's Have a Riot (1970); o episódio do filme Nostalghia (1983) dirigido por Andrei Tarkovsky; a minissérie Pinóquio dirigida por Alberto Sironi transmitida pela RAI 1 em 2009; Questione di Karma (2017), dirigido por Edoardo Falcone; Meu Grande Casamento Gay Italiano (2018) dirigido por Alessandro Genovesi.
- Em Civita foram feitas as filmagens iniciais da novela brasileira Esperança, transmitida na Itália em 2002.
- Civita foi a inspiração de Hayao Miyazaki para o filme de animação de 1986 do Studio Ghibli, Castle in the Sky.

## Locais de interesse
- Igreja de São Donato (Bagnoregio)
- Porta de Santa Maria